# Вятское епархиальное женское училище
Вятское епархиальное женское училище — среднее учебное заведение Вятской епархии для девочек, существовавшее с 1863 по 1918 годы.

## История
Было основано 8 (20) сентября 1863 года. Первой начальницей училища стала Наталья Каврайская, вдова титулярного советника В. Ф. Каврайского.
В училище преподавались: Закон Божий, русский и церковно-славянский языки, история русской литературы, гражданская история, география, арифметика, геометрия, физика, педагогика, дидактика, чистописание, пение и рукоделие.
В 1918 году было закрыто и упразднено.

## Известные выпускницы
Зубарева Хариесса Арсениевна (1883—1968) 